# Memorial del 27F
El Memorial Conmemorativo de las Víctimas del Terremoto y Posterior Tsunami del 27 de febrero de 2010, más conocido como Memorial 27F (por el numerónimo con el que se refiere al sismo que motivó el memorial), es un monumento conmemorativo ubicado en el Parque Costanera, en la comuna de Concepción, en la ciudad del Gran Concepción, Región del Biobío.
Es un memorial, cuyo fin es el de conmemorar a las víctimas del terremoto ocurrido el 27 de febrero de 2010 y que afectó la zona centro sur de Chile.
Fue inaugurado el día miércoles 23 de octubre de 2013 por el entonces presidente Sebastián Piñera en medio de un acto conmemorativo por las 551 víctimas del poderoso sismo.

## Historia

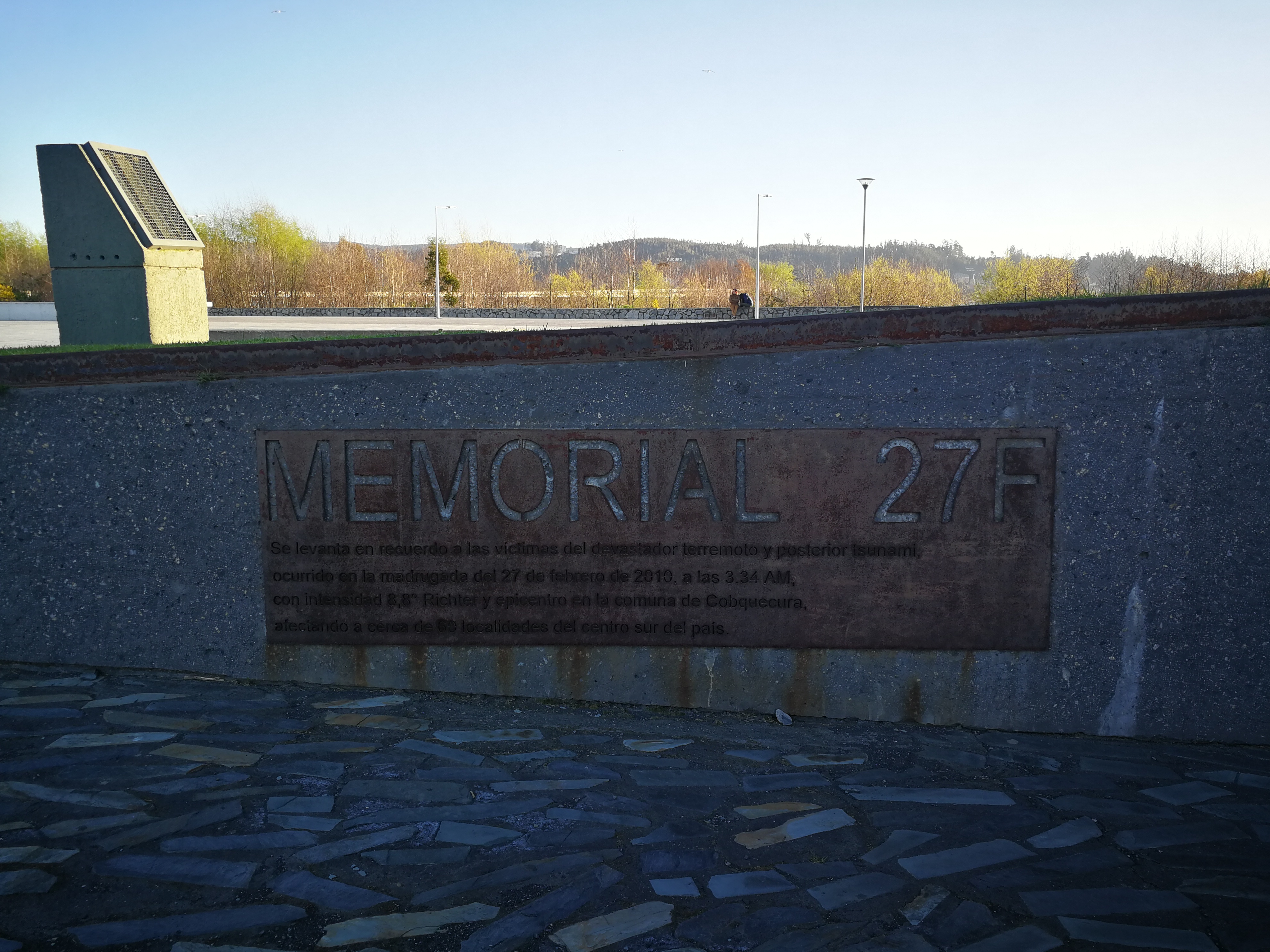
Placa del memorial.

El proyecto del Memorial 27F fue adjudicado a través de un concurso público organizado por el Colegio de Arquitectos de Chile con ayuda de la Comisión Bicentenario, esto ocurrió en el marco de la XVII Bienal de Arquitectura del año 2010 realizada pocos meses después del terremoto que asoló gran parte del país.
En noviembre del mismo año, el Gobierno de Chile llamó a concurso para recibir propuestas en miras a levantar un memorial en recuerdo de las víctimas del terremoto y posterior tsunami del 27 de febrero de 2010. Finalmente los arquitectos que se adjudicaron la obra fueron Agustín Soza y Ricardo Atanacio, además de recibir la colaboración del artista Fernando Feureisen.
Su licitación se realizó entre junio y noviembre de 2012. Posteriormente su construcción se inició en enero de 2013 para ser inaugurado el 23 de octubre del mismo año.

## Diseño

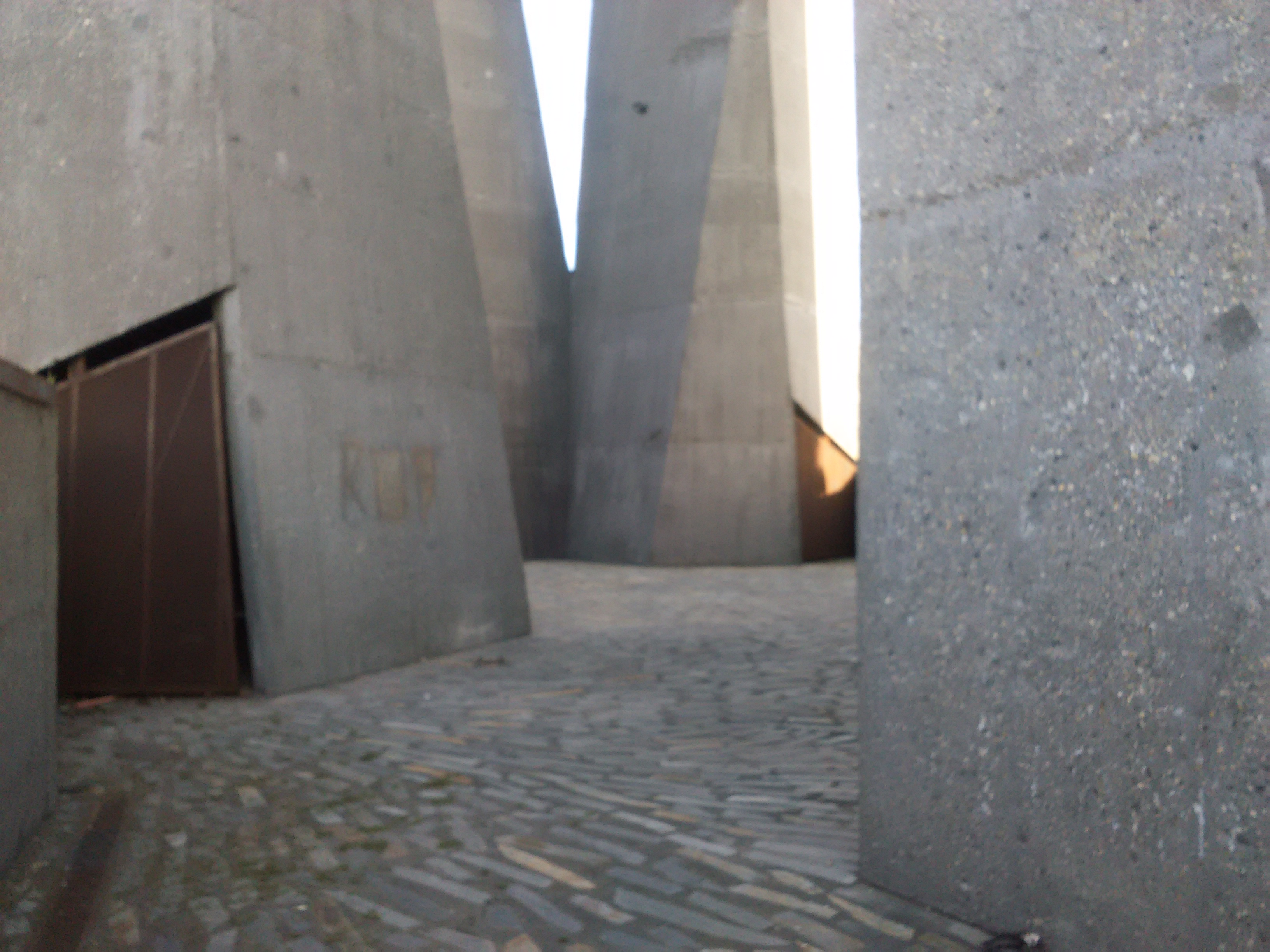
Interior del monumento

Son 8 torres hexagonales de 23 metros de altura cada una que, buscan conformar, una experiencia entre el espacio vertical y el contraste entre la luz y la sombra, además de, en el interior de todas estas, definir un primer espacio habitable que se tomaría como la interioridad de cada persona a manera de reflexión de lo que es capaz la naturaleza y frente a que todos los humanos somos iguales. La geometría a través de su configuración tectónica y morfológica tiene como objetivo dar un espacio y atmósfera de carácter geológico.
En la obra, también, se suma el contenido textual que potenciaría el fin del memorial; el contenido se ubica al interior de las torres, entre estos se suman: los nombres de cada una de las víctimas fatales y desaparecidos producto de la catástrofe, los nombres de las localidades en las que se registraron dichas víctimas, los testimonios de sobrevivientes a lo largo y ancho del país respecto a su vivencia, y, por último, un poema de la cantautora Violeta Parra respecto a un hecho histórico similar, el Terremoto de Valdivia de 1960.
Finalmente, en un intento de convertir el recuerdo y el carácter sísmico de Chile para concientizar hacia el futuro, una de las torres posee una base de madera suspendida en el aire, que expone la inestabilidad de la materia, sobre todo en los instantes de catástrofes.

## Controversias

### Costo y mantenimiento
Unos 2000 millones de pesos aproximadamente costo el memorial, inversión altamente criticada por la comunidad, y hasta incluso por el alcalde de Concepción, Álvaro Ortiz, quien dijo que este monumento “no representa en nada lo que se vivió en esta zona”. 
Para el aniversario 2015, el Serviu desembolsó otros 111 millones de pesos para la restauración del memorial, monto que también ha llamado la atención, Se trata de dinero que será invertido en la limpieza de las columnas por pintura spray, la instalación de un guardia en el lugar y el cambio de las luminarias, algo totalmente criticado por los habitantes de Concepción, ya que se había gastado una suma ridícula por el monumento, que a unos pocos años de su creación se tenga que reparar y gastar otros $111 millones de pesos por un simple rayado. Otra de las críticas es el innecesario cambio de luminaria, ya que la que está es prácticamente nueva con apenas unos años funcionando.